# لیتر
دسی متر مکعب یا لیتر (به انگلیسی: Liter, Litre) یک یکا برای حجم است که برابر با یک‌هزارم متر مکعب یا هزار سانتیمتر مکعب می باشد. یک لیتر حجمی برابر با 10cm×10cm×10cm را اشغال می‌کند.

هر لیتر، تقریباً برابر است با ۱۰ میلی لیتر آب ۴ درجه سانتیگراد در فشار ۷۶۰ میلیمتر جیوه، و ۱٠۰۰ لیتر ۱ متر مکعب است.
یک لیتر برابر با یک دسی‌متر مکعب است. (1dm³=1lit و 1cm³=1cc)

## موارد استفاده
از لیتر بیشتر برای مواردی استفاده می‌شود که با ظرفیت یا اندازه ظرف آنها (مانند مایعات و مواد جامد قابل ریختن) اندازه‌گیری می‌شود، در حالی که متر مکعب (و واحدهای مشتق شده) بیشتر برای مواردی استفاده می‌شود که اندازه آن‌ها با ابعاد آنها اندازه‌گیری می‌شود. لیتر اغلب در برخی از اندازه‌گیری‌های محاسباتی، مانند چگالی (کیلوگرم در لیترkg.L) نیز استفاده می‌شود، و این مقایسه ساده‌ای را با چگالی آب ایجاد می‌کند.

## تعریف
در حدود ۴ درجه سانتیگراد، دمایی که آب در آن، حداکثر چگالی را دارد، در یک لیتر آب، جرمی معادل یک کیلوگرم وجود دارد. به‌طور مشابه: یک میلی لیتر (۱ میلی لیتر) آب دارای جرم تقریبی ۱ گرم است. ۱۰۰۰ لیتر آب جرم حدود ۱۰۰۰ کیلوگرم (۱ تن) دارد. این رابطه به دلیل این است که گرم ابتدا به عنوان جرم ۱ میلی لیتر آب تعریف شده‌است. با این حال، این تعریف در سال ۱۷۹۹ از بین رفت زیرا چگالی آب با تغییر دما و فشار تغییر می‌کند.

## اندازه دقیق
اکنون مشخص شده‌است که چگالی آب به نمونه ایزوتوپیک اتم‌های اکسیژن و [[]] نیز بستگی دارد. اندازه‌گیری‌های مدرن آب اقیانوس استاندارد وین، که آب مقطر خالص با نماینده ترکیب ایزوتوپی از میانگین اقیانوس‌های جهان است، نشان می‌دهد که آب در نقطه حداکثر چگالی (۳٫۹۸۴ درجه سانتیگراد) و تحت فشار استاندارد یک اتمسفر، دارای چگالی ۰٫۹۹۹۹۷۵ کیلوگرم در لیتر است.